# АЕС Клінтон
Атомна електростанція Клінтон — атомна електростанція, розташована поблизу міста Клінтон, штат Іллінойс, США. У листопаді електростанція почала промислову експлуатацію 24, 1987 і має номінальну чисту електричну потужність 1062 MWe. Через інфляцію та перевищення витрат остаточна вартість будівництва Клінтона склала 4,25 долара мільярдів ($ 10.1 мільярдів доларів сьогодні), що майже на 1000% перевищує початковий бюджет у 430 мільйонів доларів США та відстає від графіка на сім років.
На станції встановлено киплячий водяний реактор General Electric другого покоління. Чинну ліцензію на експлуатацію реактора було видано у квітні 17, 1987, і закінчиться вересня 29, 2026. Плани будівництва другого реактора були відкладені. Екселон, колишній власник і оператор нинішнього реактора, оголосив про плани остаточно закрити електростанцію в червні 2017 року через те, що станції важко конкурувати на оптових ринках, що призвело до втрат мільйонів доларів за останні роки. Проте плани щодо закриття були скасовані, коли законодавчі збори штату Іллінойс прийняли, а губернатор штату Іллінойс підписав SB 2814, законопроект про робочі місця в енергетиці майбутнього. Законодавство передбачає кредити з нульовими викидами для електроенергії заводів без CO2. Наслідки безперервної експлуатації включають збереження 4200 робочих місць і щорічне виробництво 22 мільярдів кВт/год енергії без CO2.
Навколишні 14 300 акрів (58 000 км2) ділянка та прилеглі 5 000 акрів (20 000 км2) водосховище-охолоджувач, Клінтон-Лейк, належить оператору, але в ньому розташована державна зона відпочинку Клінтон-Лейк і відкрита для широкого спектру заходів на свіжому повітрі. Лише близько 150 акрів (0,6 км2) фактично використовуються будівлями заводу та робочими зонами.

## Виробництво електроенергії
| Year | Jan     | Feb     | Mar     | Apr     | May     | Jun     | Jul     | Aug     | Sep     | Oct     | Nov     | Dec     | Annual (Total) |
| ---- | ------- | ------- | ------- | ------- | ------- | ------- | ------- | ------- | ------- | ------- | ------- | ------- | -------------- |
| 2001 | 693,528 | 557,943 | 692,222 | 670,968 | 620,829 | 665,724 | 639,211 | 680,796 | 661,884 | 691,962 | 669,337 | 634,560 | 7,878,964      |
| 2002 | 686,395 | 622,523 | 681,258 | 10,524  | 458,081 | 734,215 | 709,581 | 765,868 | 729,480 | 760,914 | 736,406 | 762,212 | 7,657,457      |
| 2003 | 756,222 | 686,721 | 762,014 | 666,612 | 758,477 | 749,390 | 774,100 | 773,936 | 731,688 | 717,533 | 725,407 | 596,889 | 8,698,989      |
| 2004 | 660,840 | 64,713  | 679,850 | 748,191 | 607,147 | 756,957 | 636,993 | 782,402 | 753,763 | 782,140 | 758,516 | 782,457 | 8,013,969      |
| 2005 | 729,820 | 497,733 | 600,267 | 727,138 | 779,612 | 755,483 | 780,877 | 769,500 | 740,927 | 784,439 | 757,141 | 769,137 | 8,692,074      |
| 2006 | 711,706 | 16,769  | 605,509 | 768,766 | 791,504 | 769,539 | 793,326 | 718,172 | 765,464 | 795,853 | 770,550 | 725,149 | 8,232,307      |
| 2007 | 796,303 | 719,640 | 781,718 | 777,209 | 794,186 | 705,543 | 791,374 | 787,282 | 762,709 | 795,073 | 773,891 | 765,508 | 9,250,436      |
| 2008 | 250,571 | 545,163 | 800,267 | 775,024 | 798,451 | 770,414 | 794,643 | 794,021 | 767,565 | 798,612 | 775,841 | 679,331 | 8,549,903      |
| 2009 | 799,748 | 717,787 | 798,222 | 774,484 | 766,014 | 768,172 | 793,462 | 792,113 | 713,349 | 422,334 | 771,859 | 770,370 | 8,887,914      |
| 2010 | 229,792 | 507,337 | 800,980 | 776,268 | 796,741 | 769,311 | 791,383 | 790,533 | 769,119 | 801,339 | 777,272 | 801,923 | 8,611,998      |
| 2011 | 802,964 | 720,850 | 802,765 | 763,633 | 793,708 | 763,581 | 767,884 | 784,185 | 759,589 | 794,197 | 731,878 | 186,232 | 8,671,466      |
| 2012 | 800,875 | 748,502 | 794,991 | 772,445 | 791,392 | 765,358 | 784,073 | 787,156 | 762,308 | 796,953 | 774,233 | 795,440 | 9,373,726      |
| 2013 | 798,204 | 693,478 | 722,847 | 666,502 | 788,048 | 763,789 | 784,181 | 781,022 | 755,895 | 152,499 | 721,206 | 567,877 | 8,195,548      |
| 2014 | 798,626 | 705,590 | 553,245 | 771,969 | 763,235 | 787,715 | 767,386 | 791,123 | 763,609 | 797,622 | 774,000 | 797,591 | 9,071,711      |
| 2015 | 666,063 | 722,716 | 795,311 | 644,815 | 322,799 | 771,162 | 797,145 | 793,930 | 766,668 | 800,523 | 778,391 | 804,314 | 8,663,837      |
| 2016 | 803,530 | 751,282 | 799,399 | 718,766 | 439,549 | 769,819 | 795,383 | 794,360 | 658,370 | 802,938 | 778,735 | 802,322 | 8,914,453      |
| 2017 | 805,837 | 727,742 | 801,261 | 746,024 | 166,378 | 614,941 | 742,963 | 795,048 | 750,871 | 797,275 | 775,132 | 624,864 | 8,348,336      |
| 2018 | 800,713 | 699,423 | 797,172 | 731,280 | 208,998 | 769,275 | 791,891 | 741,340 | 679,613 | 685,950 | 639,256 | 801,775 | 8,346,686      |
| 2019 | 780,176 | 723,735 | 803,490 | 780,927 | 780,345 | 771,775 | 792,713 | 651,768 | 377,261 | 315,412 | 782,823 | 802,864 | 8,363,289      |
| 2020 | 807,109 | 753,653 | 794,890 | 779,734 | 802,662 | 771,258 | 792,200 | 789,696 | 774,848 | 811,032 | 776,256 | 809,143 | 9,462,481      |
| 2021 | 759,598 | 731,141 | 758,892 | 777,328 | 799,985 | 767,358 | 793,577 | 793,906 | 625,754 | 8,809   | 739,857 | 802,461 | 8,348,706      |
| 2022 | 639,079 | 730,967 | 804,557 | 772,055 | 789,691 | 763,008 |         |         |         |         |         |         | 4,499,357      |

## Перехід права власності на Exelon
Протягом перших кількох років роботи було багато проблем. Наприклад, завод часто зупинявся на технічне обслуговування і не працював майже половину часу з вересня 1988 року по жовтень 1989 року. У 1997 році також було сказано, що він виробляв «одні з найвищих тарифів на електроенергію на середньому заході». Після менш ніж десяти років роботи початковий власник заводу, Illinois Power, був змушений закрити його в 1996 році через деякі технічні проблеми та порушення техніки безпеки, що призвело до штрафу в розмірі 450 000 доларів США.

## Виробництво медичних радіоізотопів
У січні 2010 року GE-Hitachi оголосила, що станція почне виробляти кобальт-60. Незабаром ця технологія буде встановлена на реакторі з киплячою водою Clinton під час запланованого технічного обслуговування та перезаправки Clinton для виробництва кобальту-60. Радіоактивний ізотоп використовується для різних медичних і промислових цілей, включаючи лікування раку, стерилізацію медичного обладнання, опромінення харчових продуктів і тестування матеріалів.
Його виробляють шляхом введення «мішевого» стрижня, багатого нерадіоактивним кобальтом-59, в активну зону реактора, де будуть захоплені вільні нейтрони, перетворюючи кобальт-59 на кобальт-60. Після вилучення з активної зони обробка може витягнути кобальт-60 для виробництва корисного джерела випромінювання. Переважна більшість світових поставок кобальту-60 - понад 80% - традиційно надходить з канадського реактора National Research Universal (NRU) на річці Чок. Загалом ситуація з постачанням медичних і промислових ізотопів є нестабільною через залежність від цього типу старіючого дослідницького реактора. Clinton буде єдиним легководним реактором, який зараз виробляє кобальт-60.

## Плани на майбутнє
У вересні 2003 року Exelon подав ранній дозвіл на розміщення другого реактора на майданчику Клінтон — це було схвалено в березні 15, 2007. Ранній дозвіл на будівництво фактично не надає жодного типу ліцензії на початок будівництва другого реактора, хоча він пропонує оператору можливість розпочати процес затвердження, що веде до будівництва та експлуатації додаткового енергетичного реактора на майданчику. Відповідно до ESP, нова конструкція установки буде типу AP1000, хоча ESP не вказує, яка валова потужність була обрана.

## Навколишнє населення
Комісія з ядерного регулювання визначає дві зони планування на випадок надзвичайних ситуацій навколо атомних електростанцій: зону впливу шлейфу радіусом 10 миль (16 км), пов’язане в першу чергу з впливом та вдиханням радіоактивного забруднення, що передається повітрям, і зоною ковтання приблизно 50 миль (80 км), пов’язаних насамперед із прийомом їжі та рідини, забрудненої радіоактивністю.

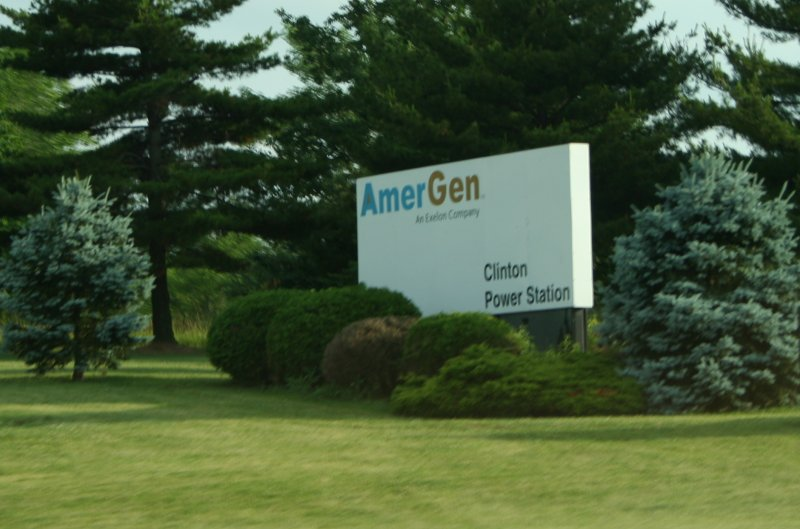
Знак AmerGen.

## Сейсмічний ризик
Згідно з дослідженням NRC, опублікованим у серпні 2010 року, Комісією з ядерного регулювання оцінка щорічного ризику землетрусу достатньо сильного, щоб спричинити пошкодження активної зони реактора в Клінтоні, становила 1 на 400 000.

## Інформація про енергоблоки
| Енергоблок | Тип реакторів       | Потужність | Потужність | Початок будівництва | Фізпуск    | Підключення до мережі | Введення в експлуатацію | Закриття |
| Енергоблок | Тип реакторів       | Чистий     | Брутто     | Початок будівництва | Фізпуск    | Підключення до мережі | Введення в експлуатацію | Закриття |
| ---------- | ------------------- | ---------- | ---------- | ------------------- | ---------- | --------------------- | ----------------------- | -------- |
| Клінтон-1  | BWR, BWR-6 (Mark 3) | 1065 МВт   | 1098 МВт   | 01.10.1975          | 27.02.1987 | 24.04.1987            | 24.11.1987              | -        |

## У масовій культурі
Натхненна сусідньою електростанцією, радіостанція Клінтона WHOW змінила свій девіз на «WHOW, ваша радіоактивна станція» у квітні 1989 року.
Натхненний тим фактом, що Клінтон-Лейк було створено для забезпечення охолодження атомної електростанції, Клінтон-Лейк-Сейлінг Асоціація проводить популярну щорічну регату Середнього Заходу, відому як «Сяйво в темряві». Ця регата приваблює учасників перегонів на вітрильниках з усієї країни, включаючи Флориду, Огайо, Міннесоту, Вісконсін, Пенсільванію, Меріленд, Мічиган тощо. У 2018 році було зареєстровано 34 команди з 8 штатів.